# ملوك الطوائف

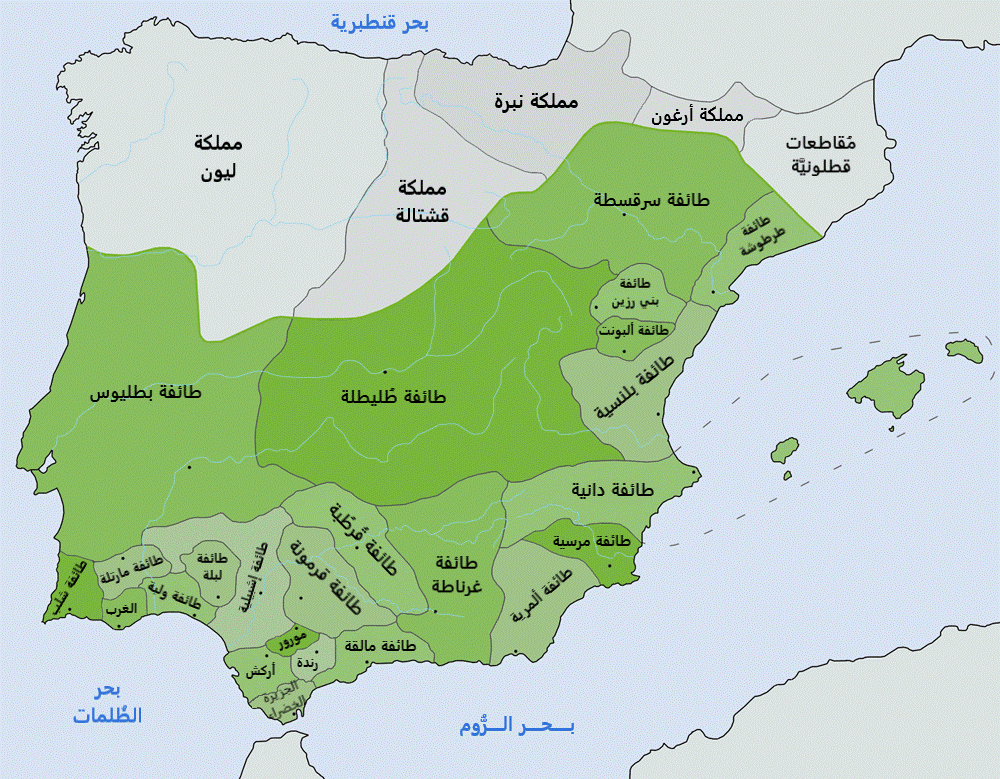
ممالك الطوائف 1031م

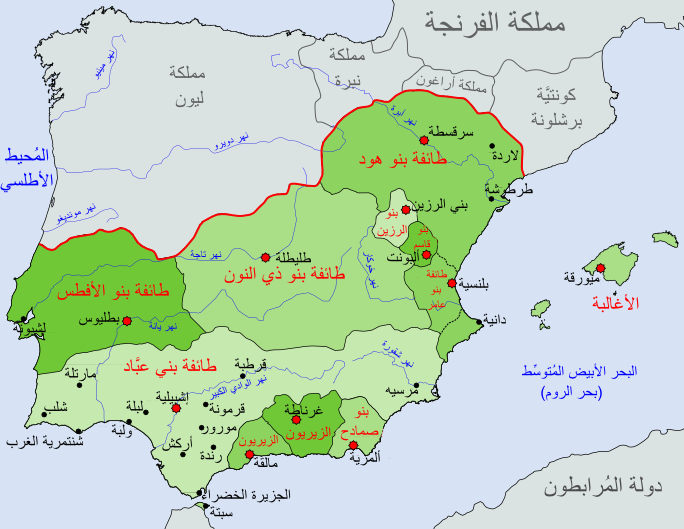
ممالك الطوائف 1080م

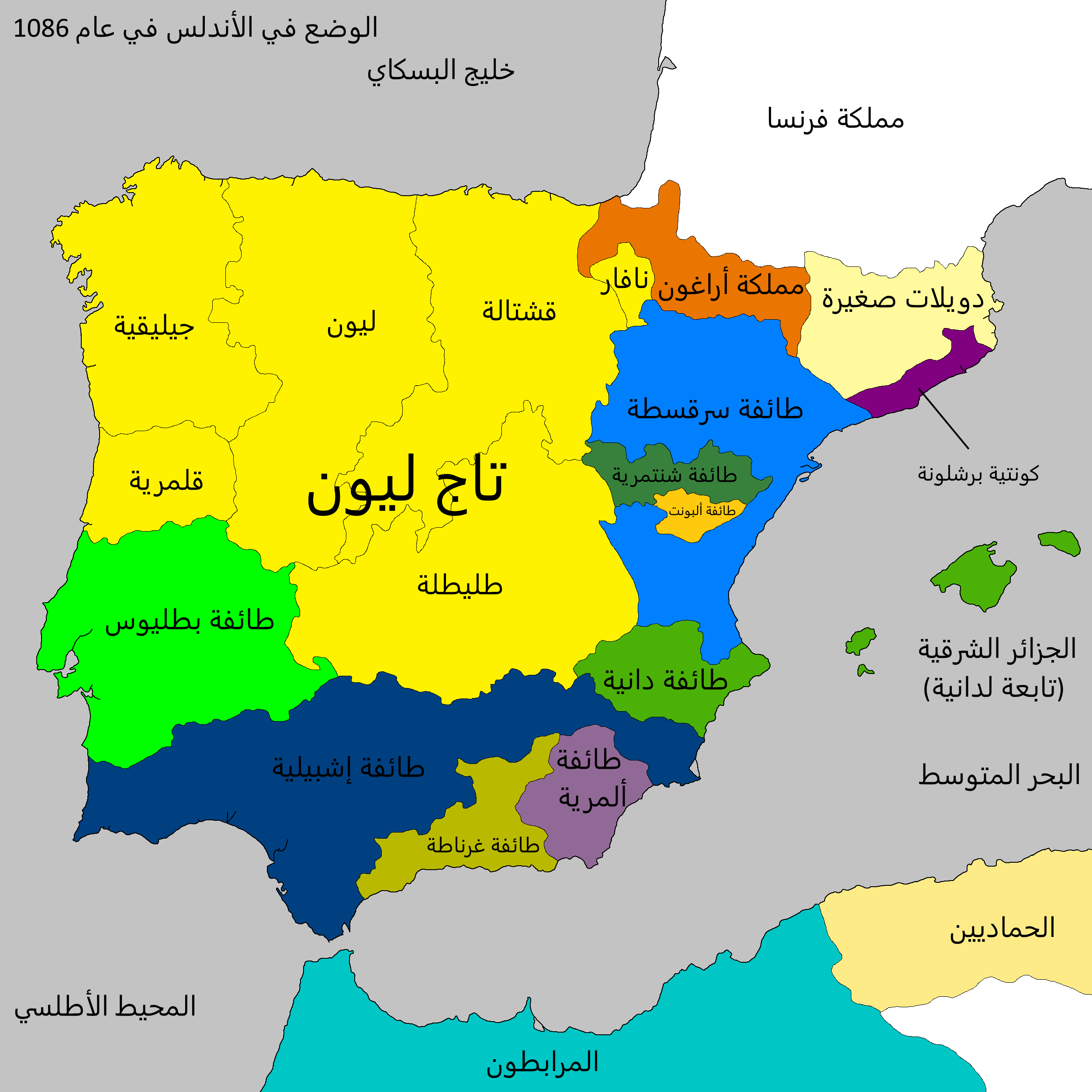
ممالك الطوائف في عام 1086م بعد سقوط طائفة طليطلة.

ملوك الطوائف هي فترة تاريخية في الأندلس؛ بدأت عام 422هـ، عندما أعلن الوزير أبو الحزم بن جهور سقوط الدولة الأموية في الأندلس، ما شجع أمراء الأندلس ببناء دويلات منفصلة، وتأسيس أسرة حاكمة من أهله وذويه.
في العقدين 1020 و1030م، بعد سقوط الخلافة، أنشأ ملوك الطوائف الذين قسموا الدولة إلى 22 دويلة؛ منها: غرناطة وإشبيلية، وألمرية وبلنسية، وطليطلة وسرقسطة، والبرازين والبداجوز، ودانية والبليار ومورور. وبينما ورثت تلك الدويلات ثراء الخلافة، كان فيها عدم استقرار الحكم، والتناحر المستمر فيما بينها، وهما سببان رئيسيان في جعلها فريسة لمسيحيي الشمال، ووصل الأمر إلى أن ملوك الطوائف كانوا يدفعون الجزية للملك ألفونسو السادس، وكانوا يستعينون به على بعضهم البعض.

## ممالك الطوائف

### الفترة الأولى (القرن 11)
- طائفة شنتمرية الشرق: 1011م - 1104م (المرابطون).
- طائفة الجزيرة الخضراء: 1035م - 1058م (إلى إشبيلية).
- طائفة ألمرية: 1011م - 1091م (حتى استولى عليها المرابطون).
- طائفة ألبونت: 1009م - 1106م (حتى استولى عليها المرابطون).
- طائفة أركش: 1011م - 1068م (حتى استولى عليها بنو عباد في أشبيلية).
- طائفة بطليوس: 1009م - 1094م (حتى استولى عليها المرابطون).
- طائفة قرمونة: 1013م - 1091م (حتى استولى عليها المرابطون).
- طائفة سبتة: 1061م - 1084م (إلى غرناطة).
- طائفة قرطبة: 1031م - 1091م (إلى أشبيلية).
- طائفة دانية والجزائر الشرقية: 1010م/1012م - 1076م (حتى ضمتها طائفة سرقسطة عام 468هـ، فيما حافظت الجزائر الشرقية على استقلالها حتى ضمها المرابطون عام 509هـ).
- طائفة غرناطة: 1013م - 1090م (حتى استولى عليها المرابطون).
- طائفة شارقة: القرن 11م (إلى توليدو).
- طائفة لشبونة: 1022م - ؟؟؟؟ (إلى بطليوس).
- طائفة لوركا: 1051م - 1091م (حتى استولى عليها المرابطون).
- طائفة مالقة: 1026م - 1057م/1058م (حتى ضمتها مملكة غرناطة)؛ 1073م - 1090م (حتى استولى عليها المرابطون).
- طائفة مايوركا: 1018م - 1203م (إلى الموحدين).
- طائفة ميرطولا: 1033م - 1091م (حتى استولى عليها المرابطون).
- طائفة مولينا : ؟؟؟؟ - 1100م (إلى أراغون).
- طائفة مورور: 1013م - 1066م (إلى أشبيلية).
- طائفة مرسية: 1011م/1012م - 1065م (استقلت عن طائفة بلنسية، وحافظت على استقلالها حتى عام 481هـ؛ حيث ضمتها طائفة أشبيلية).
- Murviedro وساجونتو : 1086م - 1092م (حتى استولى عليها المرابطون).
- طائفة لبلة: 1023م/1024م - 1091م (سقطت في أيدي قوات المعتضد بن عباد صاحب أشبيلية عام 445هـ).
- طائفة رندة: 1039م/1040م - 1065م (ضمها المعتضد بن عباد إلى مملكة أشبيلية عام 457هـ).
- طائفة روطة: 1118م - 1130م (إلى أراغون).
- طائفة ولبة وجزيرة شلطيش : 1012م/1013م - 1051م/1053م (ضمها المعتضد بن عباد إلى مملكة أشبيلية عام 443هـ).
- طائفة شنتمرية الغرب: 1018م - 1051م (ضمت إلى أشبيلية).
- سيجوربي: 1065م - 1075م (حتى استولى عليها المرابطون).
- طائفة اشبيلية: 1023م - 1091م (حتى استولى عليها المرابطون).
- طائفة شلب: 1040م - 1063م (إلى أشبيلية).
- طائفة طليطلة: 1010م/1031م - 1085م (إلى قشتالة).
- طائفة طرطوشة: 1039م - 1060م (لسرقسطة)؛ 1081م/1082م - 1092م (لطائفة دانية والجزائر الشرقية).
- طائفة بلنسية: 1010م/1011م - 1094م (أصبحت تابعة لقشتالة المتحالفة مع بني هود).
- طائفة سرقسطة: 1018م - 1046م (إلى بني تجيب، ثم لبني هود)؛ 1046م - 1110م (إلى المرابطين؛ سنة 1118م إلى أراغون).

### الفترة الثانية (القرن 12)

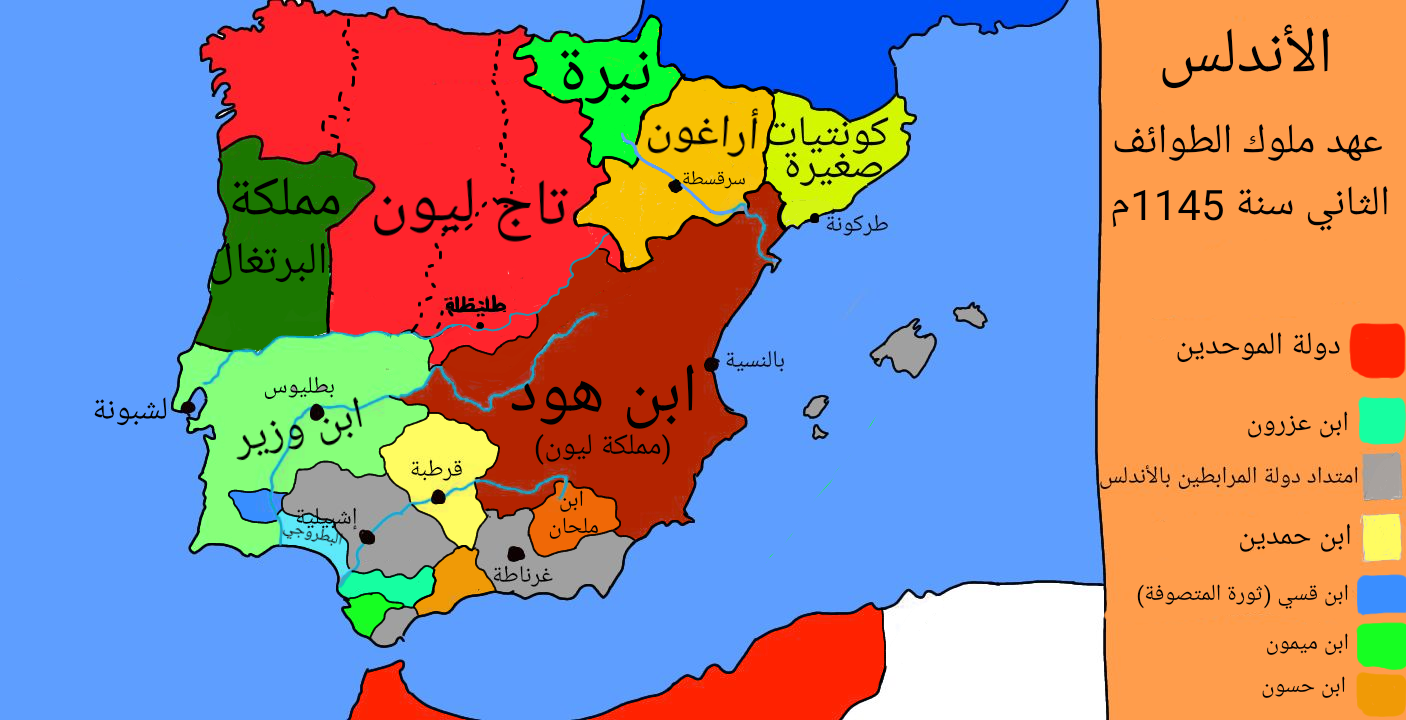
خريطة الأندلس خلال عهد الطوائف الثاني سنة 1145م

- طائفة ألمرية: 1145م -1147م (لفترة وجيزة إلى قشتالة ثم إلى الموحدين).
- طائفة أركش: 1143م (ضمت إلى الموحدين).
- طائفة بطليوس: 1145م -1150م (ضمت إلى الموحدين).
- البجا وإيفورا: 1114م -1150م (ضمت إلى الموحدين).
- طائفة قرمونة: التواريخ والمصير كلاهما غير مؤكد أو غير معروف.
- قسنطينة وHornachuelos: التواريخ والمصير كلاهما غير مؤكد أو غير معروف.
- طائفة غرناطة: 1145م (ضمت إلى الموحدين).
- غواديكس وبازا: 1145م -1151م (ضمت إلى طائفة مرسية).
- جيان: 1145م -1159م (طائفة مرسية)؛ 1168م (ضمت إلى الموحدين).
- خيريز دي لا فرونتيرا: 1145م (ضمت إلى الموحدين).
- طائفة مالقة: 1145م -1153م (ضمت إلى الموحدين).
- ميرطولا: 1144م -1145م (ضمت إلى بطليوس).
- طائفة مرسية: 1145م (ضمت إلى طائفة بلنسية)؛ 1147م -1172م (إلى الموحدين).
- طائفة لبلة: 1145م -1150م تقريبا (ضمت إلى الموحدين).
- بورتشينا : التواريخ والمصير كلاهما غير مؤكد أو غير معروف.
- طائفة رندة: 1145م (ضمت إلى المرابطين).
- شنترين: ؟؟؟؟ - 1147م (ضمت إلى البرتغال).
- سيغورا : 1147م -؟؟؟؟ (مصير مجهول).
- شلب: 1144م -1155م (ضمت إلى الموحدين).
- تافيرا: التواريخ والمصير كلاهما غير مؤكد أو غير معروف.
- تيخادا: 1145م -1150م (ضمت إلى الموحدين).
- طائفة بلنسية: 1145م -1172م (ضمت إلى الموحدين).

### الفترة الثالثة (القرن 13م)
- أرخونا: 1232م - 1244م (ضمت إلى قشتالة).
- بايزا: 1224م - 1226م (ضمت إلى قشتالة).
- طائفة سبتة: 1233م - 1236م (ضمت إلى الموحدين)، 1249م - 1305م (ثم إلى المرينيين).
- طائفة دانية والجزائر الشرقية: 1224م - 1227م (ضمت إلى الموحدين).
- لوركا: 1240م - 1265م (ضمت إلى قشتالة).
- مينوركا: 1228م - 1287م (ضمت إلى أراغون).
- طائفة مرسية: 1228م - 1266م (ضمت إلى قشتالة).
- طائفة لبلة: 1234م - 1262م (ضمت إلى قشتالة).
- طائفة أريولة: 1239م/1240م - 1249م/1250م (ضمت إلى مرسية أو قشتالة).
- طائفة بلنسية: 1228م/1229م - 1238 م (ضمت إلى أراغون).

بالإضافة إلى ذلك، ولكن لا تعتبر عادة من ملوك الطوائف، وهي:
- مملكة غرناطة: 1237م - 1492م (ضمت إلى تاج قشتالة).
- البشرات: 1568م - 1571م (ضمت إلى قشتالة أسبانيا).

## من ملوك الطوائف
- بنو الأفطس
- بنو غانية
- بنو عامر
- بنو عباد
- بنو تجيب
- بنو الأغلب
- بنو رزين
- بنو صمادح
- بنو ذي النون
- بنو القاسم
- بنو زيري
- بنو جهور
- بنو حمود
- بنو هود
- بنو الأحمر وهم بنو نصر

## موقف المتوكل على الله بن الأفطس
كان كل ملوك الطوائف الموجودين في هذه الفترة يدفعون الجزية لألفونسو السادس ومن معه، إلا أمير مملكة بطليوس المتوكل بن الأفطس؛ فإنه كان لا يدفع جزية للنصارى، فأرسل له ألفونسو السادس رسالة شديدة اللهجة، يطالبه فيها بدفع الجزية، كما يدفعها أمراء الممالك الإسلامية المجاورة، فأرسل له رسالة يقول فيها:
«وصل إلينا من عظيم الروم كتاب مدع في المقادير وأحكام العزيز القدير، يرعد ويبرق، ويجمع تارة ثم يفرق، ويهدد بجنوده المتوافرة وأحواله المتظاهرة، ولو علم أن لله جنودًا أعز بهم الإسلام، وأظهر بهم دين نبيه محمد عليه الصلاة والسلام، أعزة على الكافرين، يجاهدون في سبيل الله، ولا يخافون، بالتقوى يعرفون، وبالتوبة يتضرعون، ولئن لمعت من خلف الروم بارقة فبإذن الله، وليعلم المؤمنين، وليميز الله الخبيث من الطيب، ويعلم المنافقين. أما تعييرك للمسلمين فيما وهَى من أحوالهم، فبالذنوب المركومة، ولو اتفقت كلمتنا مع سائرنا من الأملاك لعلمت أي مصاب أذقناك؛ كما كانت آباؤك تتجرعه، وبالأمس كانت قطيعة المنصور على سلفك، لما أجبر أجدادك على دفع الجزية، حتى أهدى جدك إحدى بناته إليه. أما نحن؛ إن قلت أعدادنا، وعدم من المخلوقين استمدادنا، فما بيننا وبينك بحر نخوضه، ولا صعب نروده؛ ليس بيننا وبينك إلا السيوف، تشهد بحدها رقاب قومك، وجلاد تبصرها في ليلك ونهارك، وبالله وملائكته المسوِّمين نتقوى عليك ونستعين؛ ليس لنا سوى الله مطلب، ولا لنا إلى غيره مهرب، وما تتربصون بنا إلا إحدى الحسنيين: نصر عليكم؛ فيا لها من نعمة ومِنَّة، أو شهادة في سبيل الله؛ فيا لها من جنة، وفي الله العوض مما به هددت، وفرج يفرج بما نددت ويقطع بما أعددت».
وختم رسالته وأرسلها إلى ألفونسو السادس، الذي لم يستطع أن يرد، وما استطاع أن يرسل له جيشًا ليحاربه. [بحاجة لمصدر]

## موقف المعتمد بن عباد
كان المعتمد بن عباد يحكم أشبيلية، وكان يدفع الجزية لألفونسو السادس ملك قشتالة، وعندما جاءه ذات يوم وزير ألفونسو لأخذ الجزية، أساء الأدب مع المعتمد، وطلب بكل وقاحة، أن يسمح لزوجة ألفونسو الحامل أن تضع مولودها في أكبر مساجد المسلمين؛ لأنه تم التنبؤ لها أنها إذا ولدت هناك سيَدِينُ المسلمون بالولاء لولدها، فغضب المعتمد، وقتل الوزير، وعندما علم ألفونسو السادس بقتل وزيره، غضب وسار إلى أشبيلية وحاصرها بجيشه، وبعث إلى المعتمد بن عباد يخبره أنه سيمكث هنا، ولا يوجد ما يضايقه سوى الذباب، ويأمره أن يبعث له بمروحة ليروح بها الذباب، فلما وصلت هذه الرسالة إلى المعتمد قلبها، وكتب على ظهرها: «والله؛ لئن لم ترجع لأروحنَّ لك بمروحة من المرابطين»؛ هدد المعتمد بالاستعانة بدولة المرابطين، فخاف ألفونسو، وجمع جيشه وانصرف.

## اجتماع ملوك الطوائف
فكر ملوك الطوائف في الكارثة التي توشك أن تعصف بهم، وهي سقوط دولة الأندلس، فقاموا بعقد اجتماع يضم كافة أمراء الأندلس وعلماء الأندلس، وأشار العلماء في ذلك الاجتماع بالجهاد، وطبعا عارض الأمراء ذلك الرأي بشدة، بحجة عدم قدرتهم على الوقوف وحدهم في مواجهة القشتاليين، فاقترح العلماء مرة أخرى الاستعانة بالمرابطين، فتخوف الأمراء من ذلك الأمر؛ لأن المرابطين دولة قوية، ولو هزمت النصارى لأخذت دولة الأندلس، ولضمتها إلى دولة المرابطين، فتجادلوا كثيرا حتى قام المعتمد على الله بن عباد وقال خطبة كان آخرها مقولته الشهيرة: «والله لا يُسمَعُ عني أبدًا أنني أعدت الأندلس دار كفر ولا تركتها للنصارى، فتقوم علي اللعنة في منابر الإسلام مثلما قامت على غيري، تالله؛ إنني لأوثر أن أرعى الجمال لسلطان مراكش على أن أغدو تابعًا لملك النصارى وأن أؤدي له الجزية، والله لَأَنْ أرعى الإبل في المغرب خيرٌ لي من أن أرعى الخنازير في أوروبا»، فلما انتهى من خُطبته تشجع كلٌّ من المتوكل على الله بن الأفطس وعبد الله بن بلقين، ووافقا على طلب العون من المرابطين لمحاربة قشتالة، وقام هؤلاء الأمراء الثلاثة بإرسال وفد مهيب من الوزراء والعلماء إلى دولة المرابطين في المغرب.

## الاستنجاد بيوسف بن تاشفين
عندما وصل الوفد إلى يوسف بن تاشفين فرح بهذه الفرصة، للجهاد في سبيل الله، وجهز سبعة آلاف رجل، وجهز السفن، وعبر مضيق جبل طارق في الخميس من منتصف ربيع الأول 479هـ / 30 يونيو 1086م، ولكن في وسط المضيق ترتفع الأمواج، ويهيج البحر، وتكاد السفن أن تغرق، فيقف ذليلا خاشعا يدعو ربه، والناس تدعو معه؛ يقول: «اللهم إن كنت تعلم في عبورنا هذا البحرَ خيرا لنا وللمسلمين فسهل علينا عبوره، وإن كنت تعلم غير ذلك فصعبه علينا حتى لا نعبره»، فتسكُن الريح ويعبر الجيش، ويدخل يوسف بن تاشفين أرض الأندلس، ويستقبله الناس استقبال الفاتحين، ويدخل إلى قرطبة، ويدخل إلى أشبيلية، ثم يعبر إلى اتجاه الشمال في اتجاه مملكة قشتالة، حتى وصل إلى الزلاقة شمال الأندلس، وقد انضم إليه من أهل الأندلس حتى وصل جيشه إلى حوالي ثلاثين ألف رجل، وهناك وقعت معركة الزلاقة.
علق يوسف أشباخ في كتابه تاريخ الأندلس على عهد المرابطين والموحدين على موقعة الزلاقة بقوله:
| ملوك الطوائف | إن يوسف بن تاشفين لو أراد استغلال انتصاره في موقعة الزلاقة، لربما كانت أوروبا الآن تدين بالإسلام، ولدرس القرآن في جامعات موسكو، وبرلين، ولندن، وباريس. | ملوك الطوائف |

والحقيقة أن المؤرخين جميعا يقفون حيارى أمام هذا الحدث التاريخي الهائل الذي وقع في سهل الزلاقة، ولم يتطور إلى أن تتقدم الجيوش الإسلامية لاسترداد طليطلة من أيدي النصارى، خاصة أن الملك الإسباني كان قد فقد زهرة جيشه في هذه المعركة، ولا يختلف أحد في الرأي بأن الطريق كان مفتوحا تماما، وممهدا لكي يقوم المرابطون والأندلسيون بهذه الخطوة.

## ملوك الطوائف بعد الزلاقة
بعد أن عاد يوسف بن تاشفين إلى أرض المغرب، حدثت الصراعات بين أمراء المؤمنين الموجودين في بلاد الأندلس على غنائم معركة الزلاقة، وحدثت الصراعات على البلاد المحررة، فضج العلماء، وذهبوا إلى يوسف بن تاشفين يطلبون منه الدخول مرة أخرى إلى الأندلس لتخليص الشعب من هؤلاء الأمراء، فتورع يوسف بن تاشفين من محاربة المسلمين، فأتته الفتاوى من كل بلاد المسلمين، حتى جاءته من بلاد الشام من أبي حامد الغزالي صاحب الإحياء، وكان معاصرا له، وجاءته الفتاوى من أبي بكر الطرطوشي عالم مصر، وجاءته الفتاوى من كل علماء المالكية في شمال إفريقية؛ جاءته الفتاوى أنه عليه أن يدخل البلاد، ويضمها إلى دولة المرابطين، حتى ينجد المسلمين مما هم فيه، ففعل ودخل الأندلس سنة 483هـ بعد موقعة الزلاقة سنة 479هـ بأربع سنوات، وهناك حاربه أمراء المؤمنين، وممن حاربه المعتمد بن عباد. استطاع يوسف بن تاشفين أن يضم كل بلاد الأندلس، وأيضا تحرير سرقسطة، وضمها إلى بلاد المسلمين، وأصبح يوسف بن تاشفين أميرا على دولة تصل من شمال الأندلس بالقرب من فرنسا إلى وسط أفريقيا. وبهذا انتهى عصر ملوك الطوائف، الذي امتد لسبع وخمسين سنة من 422هـ إلى سنة 479هـ.

## الأندلس في القرن الخامس الهجري

### الوضعية السياسية بالأندلس خلال القرن الخامس الهجري
منذ نهاية القرن الرابع الهجري، استبد الحجاب بالسلطة الفعلية في الأندلس، وتعاقب على العرش مجموعة من الخلفاء الأمويين العاجزين عن توحيدها والمتصارعين فيما بينهم، فضعف الحكم المركزي بقرطبة، وانتهى بسقوط الخلافة الأموية سنة 422هـ / 1031م.
ونتيجة لذلك؛ انقسمت الأندلس إلى مجموعة من الإمارات الصغيرة المتطاحنة، سميت بمماليك الطوائف، فشجع هذا الوضع على توحد بعض المماليك المسيحية، وشرعت في التوسع على حساب بلاد المسلمين، وتمثل ذلك في احتلالها لطليطلة عام 478هـ / 1085م.
بدأ عصر ملوك الطوائف بالأندلس عام 422هـ، عندما أعلن الوزير أبو الحزم بن جهور سقوط الدولة الأموية بالأندلس، وكان هذا الإعلان بمثابة إشارة البدء لكل أمير من أمراء الأندلس ليتجه كل واحد منهم إلى بناء دويلة صغيرة على أملاكه ومقاطعاته، ويؤسس أسرة حاكمة من أهله وذويه، وبلغت هذه الأسر الحاكمة أكثر من عشرين أسرة؛ أهمها:
- بنو عباد بأشبيلية (414هـ - 484هـ).
- بنو جهور في قرطبة (422هـ - 449هـ).
- بنو حمود في مالقة (407هـ - 449هـ).
- بنو زيري في غرناطة (403هـ - 483هـ).
- بنو هود في سرقسطة (410هـ - 536هـ).
- بنو رزين في السهلة (402هـ - 497هـ).
- بنو ذي النون في طليطلة (400هـ - 478هـ).
- بني الأفطس في بطليوس (413هـ - 487هـ).
- بنو هارون في شنتمرية الغرب

فصار كل منهم، (ملوكَ الطوائف)، يشن الغارة على جاره إلى أن ضعفوا عن لقاء عدو في الدين، حتى لم يبق في أيديهم إلا ما هو ضمان إتَاوةٌ في كل عام مقررة.

### الحياة الاقتصادية بالأندلس خلال القرن الخامس الهجري
ظل اقتصاد الإمارات الأندلسية منتعشا، رغم التجزئة السياسية. فقد أقيمت مزروعات متنوعة وغنية، كالزعفران وقصب السكر. كما نشطت صناعة المواد الاستهلاكية والمصدرة، وتوسعت تجارة الموانئ الأندلسية عبر البحر المتوسط؛ بل شملت أيضا سواحل الهند والصين وشرق أفريقيا.

### الحياة الثقافية بالأندلس في القرن الخامس الهجري
رغم الانقسام السياسي؛ بلغت النهضة الثقافية ذروتها بالأندلس مع ملوك الطوائف في القرن 5هـ/11م، وشملت الميادين الأدبية والعلمية، وحفل العصر بالعديد من رجال الفكر والعلم والأدب. كان من عوامل هذه النهضة، رعاية الملوك لهذه الحركة الثقافية، ومشاركة بعضهم فيها، وتنافسهم في اقتناء الكتب، وتأسيس المكتبات والمدارس، ثم دخول صناعة الورق للأندلس في هذا القرن. وقد أسهمت الأندلس في عصر الطوائف المفكك سياسيا في إثراء الثقافة والفكر العربي، وإغناء التراث الحضاري الإسلامي.
أبرز رجال الثقافة بالأندلس في القرن 5 الهجري/11 الميلادي :
فقه
| الأسماء           | تاريخ الوفاة  | المهام                        | أهم مؤلفاته                                       |
| ----------------- | ------------- | ----------------------------- | ------------------------------------------------- |
| ابن حزم           | 456هـ / 1064م | وزير للخلفاء الأمويين الأواخر | طوق الحمامة كان يدعو للتوحيد، وله عدة مؤلفات أخرى |
| أبو الوليد الباجي | 474هـ / 1081م | قاض ومدرس في عهد بني الأفطس   | شرح الموطأ (في الفقه المالكي)، كان يدعو للتوحيد   |

شعر
| الأسماء            | تاريخ الوفاة  | المهام                      | أهم مؤلفاته                |
| ------------------ | ------------- | --------------------------- | -------------------------- |
| المعتمد بن عباد    | 489هـ / 1095م | ثالث ملوك بني عباد          | ترك مجموعة من أروع القصائد |
| ابن زيدون          | 463هـ / 1070م | وزير لبني جَهْورٍ ثم لبني عباد | أمير شعراء الأندلس         |
| ولادة بنت المستكفي | 484هـ / 1091م | بنت الخليفة الأموي المستكفي | شاعرة                      |

تاريخ
| الأسماء  | تاريخ الوفاة  | المهام        | أهم مؤلفاته                 |
| -------- | ------------- | ------------- | --------------------------- |
| ابن حيان | 469هـ / 1076م | وزير بني جَهْورٍ | لمقتبس في تاريخ أهل الأندلس |

جغرافيا
| الأسماء         | تاريخ الوفاة  | المهام                | أهم مؤلفاته                         |
| --------------- | ------------- | --------------------- | ----------------------------------- |
| أبو عبيد البكري | 487هـ / 1094م | ابن أحد أمراء الطوائف | المسالك والممالك وهو موسوعة جغرافية |

حساب وفلك
| الأسماء  | تاريخ الوفاة  | المهام       | أهم مؤلفاته                               |
| -------- | ------------- | ------------ | ----------------------------------------- |
| الزرقالي | 480هـ / 1087م | كاتب بني هود | كتاب أفق الدنيا كما أنه اخترع أجهزة دقيقة |

طب
| الأسماء             | تاريخ الوفاة  | المهام | أهم مؤلفاته                                |
| ------------------- | ------------- | ------ | ------------------------------------------ |
| أبو القاسم الزهراوي | 403هـ / 1013م | -      | التصريف لمن عجز عن التأليف وهو موسوعة طبية |

علم النبات
| الأسماء    | تاريخ الوفاة     | المهام | أهم مؤلفاته                        |
| ---------- | ---------------- | ------ | ---------------------------------- |
| ابن العوام | عاش في القرن 11م | -      | كتاب الفلاحة وهو أشبه بدائرة معارف |